# Deutsche Eishockey-Meisterschaft 1936
Die Deutsche Eishockey-Meisterschaft 1936 war die 20. Austragung dieser  Titelkämpfe. Sie fand vom 21. bis 23. Februar 1936 im neu erbauten Linde-Stadion in Nürnberg statt. Wegen starken Regens konnte das Finale nicht ausgetragen werden und wurde zwei Wochen später in München nachgeholt.

## Viertelfinale
| 21. Februar 1936 | EV Füssen | 18:0 0 | EV Hindenburg | Linde-Stadion, Nürnberg |

| 21. Februar 1936 | Berliner Schlittschuhclub | 7:0 0 | Stuttgarter ERC | Linde-Stadion, Nürnberg |

| 21. Februar 1936 | SC Brandenburg Berlin | 3:0 0 | Rastenburger SV | Linde-Stadion, Nürnberg |

| 21. Februar 1936 | HG Nürnberg | 0:3 (0:0, 0:0, 0:3) | SC Riessersee | Linde-Stadion, Nürnberg |

## Platzierungsrunde
| 22. Februar 1936 | Stuttgarter ERC | 4:0 0 | EV Hindenburg | Linde-Stadion, Nürnberg |

| 22. Februar 1936 | HG Nürnberg | 1:5 0 | Rastenburger SV | Linde-Stadion, Nürnberg |

## Halbfinale
| 22. Februar 1936 | Berliner Schlittschuhclub | 1:0 0 | SC Brandenburg Berlin | Linde-Stadion, Nürnberg |

| 21. Februar 1936 | SC Riessersee | 1:0 n. V. (0:0, 0:0, 0:0, 1:0) | EV Füssen | Linde-Stadion, Nürnberg |

## Platzierungsspiele
Spiel um Platz 7| 23. Februar 1936 | HG Nürnberg | 3:3 (nach zwei Dritteln abgebrochen) | EV Hindenburg | Linde-Stadion, Nürnberg |
Spiel um Platz 5
| 23. Februar 1936 | Rastenburger SV | 9:0 0 | Stuttgarter ERC | Linde-Stadion, Nürnberg |

Spiel um Platz 3
| 23. Februar 1936 | EV Füssen | 3:0 0 | SC Brandenburg Berlin | Linde-Stadion, Nürnberg |

## Finale
| 9. März 1936 | Berliner Schlittschuhclub | 3:2 n. V. (1:0, 1:0, 0:2, 1:0) | SC Riessersee | München |

## Meistermannschaft
| Deutscher Meister 1936 Berliner Schlittschuhclub | Theo Kaufmann, Max Rohde Erich Römer, Rudolf Tobien, Rudi Ball, Gustav Jaenecke, Paul Trautmann Horst Orbanowski, Werner Korff, Rolf Haffner |